# Cichlasoma geddesi
Cichlasoma geddesi är en fiskart som först beskrevs av Regan, 1905.  Cichlasoma geddesi ingår i släktet Cichlasoma och familjen Cichlidae. Inga underarter finns listade i Catalogue of Life.